# Bruinvleugelijsvogel
De bruinvleugelijsvogel (Pelargopsis amauroptera) is een vogel uit de familie Alcedinidae (ijsvogels). 

## Verspreiding en leefgebied
Deze soort komt voor van oostelijk India tot de westelijke kusten van Thailand.

## Status
De grootte van de populatie is in 2020 geschat op 25.000-35.000 volwassen vogels. Op de Rode lijst van de IUCN heeft deze soort de status gevoelig.